# Leptophlebia bradleyi
Leptophlebia bradleyi är en dagsländeart som beskrevs av James George Needham 1932. Leptophlebia bradleyi ingår i släktet Leptophlebia och familjen starrdagsländor. Inga underarter finns listade i Catalogue of Life.